# Championnat du Ghana de football 1996-1997
Navigation
Saison précédente Saison suivante
La saison 1996-1997 du Championnat du Ghana de football est la trente-huitième édition de la première division au Ghana, la Premier Division. Elle regroupe, sous forme d'une poule unique, les quatorze meilleures équipes du pays qui se rencontrent deux fois, à domicile et à l'extérieur. En fin de saison, les deux derniers du classement sont relégués et remplacés par les deux meilleures formations de deuxième division.
C'est le club de Hearts of Oak SC qui remporte le championnat cette saison après avoir terminé en tête du classement final, avec trois points d'avance sur Real Tamale United et six sur le triple tenant du titre, Goldfields SC. C'est le douzième titre de champion du Ghana de l'histoire du club, le premier depuis sept ans.

## Les clubs participants
| - Hearts of Oak SC - Asante Kotoko - Goldfields SC - Great Olympics - Real Tamale United - King Faisal Babies - Bofoakwa Tano FC | - Ghapoha Readers - Afienya United - Cape Coast Dwarfs - Dawu Youngstars - Sekondi Hasaacas - Promu de D2 - Okwahu United - Yeji Stars FC - Promu de D2 |

## Compétition
Le barème de points servant à établir les classements se décompose ainsi :
- Victoire : 3 points
- Match nul : 1 point
- Défaite : 0 point

### Classement
| Rang | Équipe             | Pts | J  | G | N | P | Bp | Bc | Diff |
| ---- | ------------------ | --- | -- | - | - | - | -- | -- | ---- |
| 1    | Hearts of Oak SC   | 54  | 26 |   |   |   |    |    |      |
| 2    | Real Tamale United | 51  | 26 |   |   |   |    |    |      |
| 3    | Goldfields SCT     | 48  | 26 |   |   |   |    |    |      |
| 4    | Asante Kotoko      | 40  | 26 |   |   |   |    |    |      |
| 5    | Great Olympics     | 38  | 26 |   |   |   |    |    |      |
| 6    | Ghapoha ReadersC   | 35  | 26 |   |   |   |    |    |      |
| 7    | Sekondi HasaacasP  | 33  | 26 |   |   |   |    |    |      |
| 8    | Dawu Youngstars    | 30  | 26 |   |   |   |    |    |      |
| 9    | Cape Coast Dwarfs  | 29  | 26 |   |   |   |    |    |      |
| 10   | Afienya United     | 28  | 26 |   |   |   |    |    |      |
| 11   | Okwahu United      | 28  | 26 |   |   |   |    |    |      |
| 12   | King Faisal Babies | 21  | 26 |   |   |   |    |    |      |
| 13   | Bofoakwa Tano FC   | 13  | 26 |   |   |   |    |    |      |
| 14   | Yeji Stars FCP     | 10  | 26 |   |   |   |    |    |      |

|  | Qualification pour la Ligue des champions de la CAF 1998                              |
|  | Qualification pour la Coupe des Coupes 1998                                           |
|  | Qualification pour la Coupe de la CAF 1998                                            |
|  | Relégation directe en deuxième division                                               |
|  | T : Tenant du titre C : Vainqueur de la Coupe du Ghana P : Promu de deuxième division |

## Bilan de la saison
| Championnat du Ghana de football 1996-1997 |                              |
| Champion                                   | Hearts of Oak SC (12e titre) |
| Coupes et trophées                         |                              |
| Vainqueur de la Coupe du Ghana 1996-1997   | Ghapoha Readers              |
| Qualifications continentales               |                              |
| Ligue des champions de la CAF 1998         | Hearts of Oak SC             |
| Coupe des Coupes 1998                      | Ghapoha Readers              |
| Coupe de la CAF 1998                       | Real Tamale United           |
| Coupe de l'UFOA 1998                       | Aucun                        |
| Promotions et relégations                  |                              |
| Promus en Premier League                   | Eleven Wise                  |
| Promus en Premier League                   | All Blacks FC                |
| Relégués en Second League                  | Bofoakwa Tano FC             |
| Relégués en Second League                  | Yeji Stars FC                |